# Phryneta escalerai
Phryneta escalerai là một loài bọ cánh cứng trong họ Cerambycidae.